# Qadria tandojamensis
Qadria tandojamensis är en insektsart som först beskrevs av M. Firoz Ahmed 1969.  Qadria tandojamensis ingår i släktet Qadria och familjen dvärgstritar.
Artens utbredningsområde är Pakistan. Inga underarter finns listade i Catalogue of Life.